# مايك إليس
مايك إليس هو سياسي كندي، ولد في 9 يناير 1973 في كالغاري في كندا. حزبياً، نشط في الرابطة التقدمية المحافظة في ألبرتا ‏. وقد انتخب عضو الجمعية التشريعية ألبرتا عن دائرة Calgary-West ‏ خلال فترته النيابية ‏.